# 数藤五城

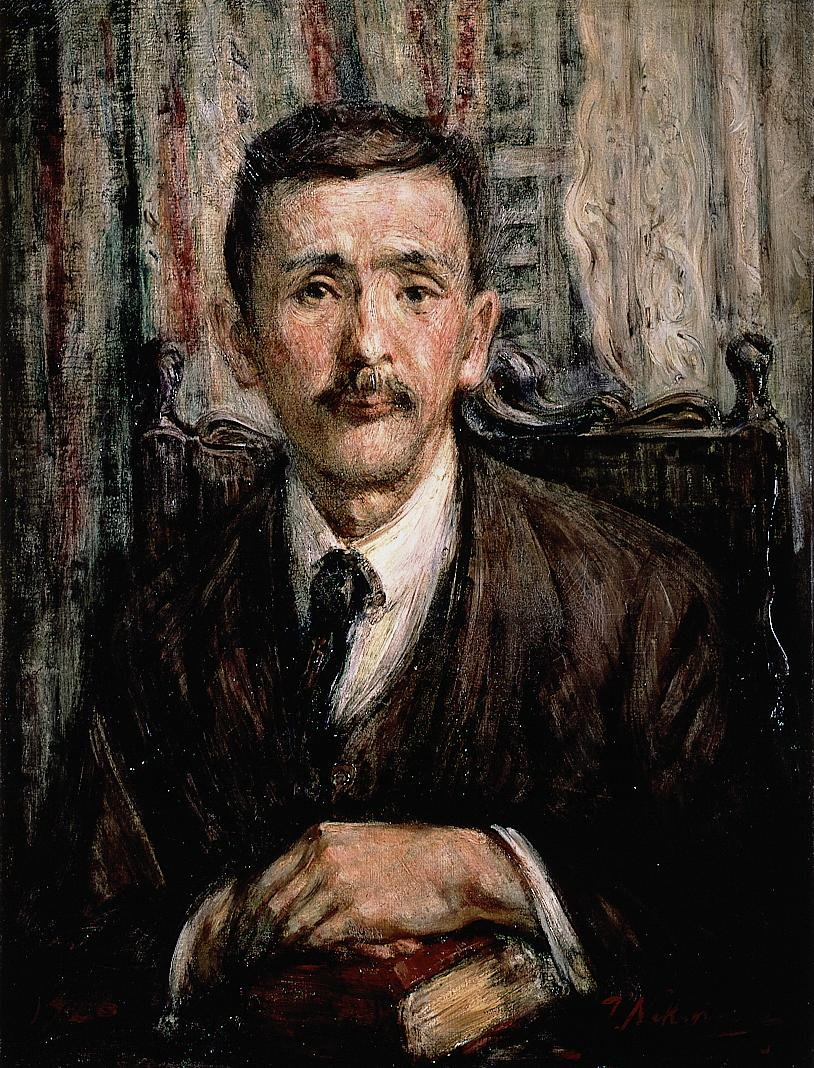
数藤斧三郎像 中村彝筆

数藤 五城（すどう ごじょう、1872年2月2日（明治4年12月24日） - 1915年（大正4年）8月21日）は、日本の俳人、教育者。第一高等学校教授、正岡子規の門人。本名は斧三郎、短歌での筆名は小野三郎。

## 略歴
1872年2月2日（明治4年12月24日）、島根県に生まれる。10歳の頃、数藤家の養子となり、島根県尋常中学校（現島根県立松江北高等学校）、東京大学理科大学講習科を卒業する。第一高等学校の数学教授として勤務し、俳句を正岡子規に学び、短歌を斎藤茂吉に師事する。子規から『著き進歩を現したる者』として『東京に五城あり、越後に香墨あり、大阪に青々あり』とし、『五城亦昨年始めて之を見る。錬磨不撓、一日一日より進む。前途望多し。』と評されている。1915年（大正4年）8月21日に死去、享年45。

## 句集
- 『五城句集』（岩波書店、1929）

## 親族
- 養子 数藤鉄臣（内務官僚）[1]

## 参考
- 『俳句辞典 近代』（桜楓社、1982）
- 『子規全集（第5巻）俳論俳話』（講談社、1976）
- kotobank > デジタル版 日本人名大辞典+Plus